# هيو توبوف
هيو توبوف (بالفرنسية: Hugues Tubœuf)‏ كان مغامرًا نورمانيًا في جنوب إيطاليا حوالي 1030 بحثًا عن المجد والثراء. اشترك هيو في حملة (جورج مانياكيس) على صقلية في 1038. كان واحدا من اثني عشر من القادة المرتزقة التابعين لغايمار الرابع من ساليرنو والذين انتخبوا وليام الذراع الحديدية كونتًا في ملفي في سبتمبر 1042 وحصل على إحدى المناطق الاثنتي عشرة التي غزوها وهي بارونية مونوبولي.